# AGM-86 ALCM/CALCM
AGM-86 ALCM/CALCM – strategiczny amerykański pocisk manewrujący powietrze-ziemia przeznaczony pierwotnie do przenoszenia głowicy jądrowej, zaliczany jest dziś do broni precyzyjnego rażenia. Przeznaczony dla sił powietrznych USA (USAF) pocisk ALCM w latach 1982–1992 stanowił element amerykańskiej strategicznej triady nuklearnej.

## Rozwój pocisku
Studia wykonalności strategicznego pocisku manewrującego odpalanego z powietrza podjęte zostały w późnych latach sześćdziesiątych XX wieku. Na początku lat siedemdziesiątych faworytem do pełnienia tej roli wydawał się Subsonic Cruise Armed Decoy (SCAD), jednak w roku 1973 USAF zmienił zdanie i zaczął preferować pocisk ALCM (Air Launched Cruise Missile). Impetu rozwojowi temu pociskowi dodała także rywalizacja z analogicznym programem marynarki wojennej – zmierzającym do opracowania pocisku manewrującego odpalanego z okrętów podwodnych SLCM.
W roku 1976 program rozwoju pocisku ALCM znajdował się już w pełni, w tym samym też roku przeprowadzono pierwszy samodzielnie napędzany lot testowy. Program kontynuowano przez całe lata siedemdziesiąte, a w roku 1982 pierwsze pociski AGM-86 weszły do czynnej służby. Wczesna wersja konstrukcyjna pocisku, oznaczona AGM-86A, miała krótszy korpus oraz większe skrzydła, nie weszła jednak do produkcji. Do produkcji skierowano natomiast pocisk w wersji AGM-86B, dłuższy o 2 metry od wersji A, cięższy o 550 kg i o znacznie też większym zasięgu.
W latach osiemdziesiątych XX wieku opracowano wersję z konwencjonalną głowicą wybuchową, oznaczoną AGM-86C CALCM (Conventional Air Launched Cruise Missile). W tym samym czasie Boeing zakończył studia nad możliwością unowocześnienia AGM-86B przez instalację silnika śmigłowentylatorowego (propfan) w miejsce turbowentylatorowego (turbofan), osiągając dzięki temu zwiększenie zasięgu pocisku o 25 procent. Ta propozycja była także jedną z kilku zmierzających do zapewnienia nowemu pociskowi CCM (Conventional Cruise Missile) możliwości spełnienia wymagań określonych dla wspólnego pocisku manewrującego sil powietrznych i marynarki LRCSOW (Long Range Conventional StandOff Weapon), które zostały jednak anulowane w roku 1991.

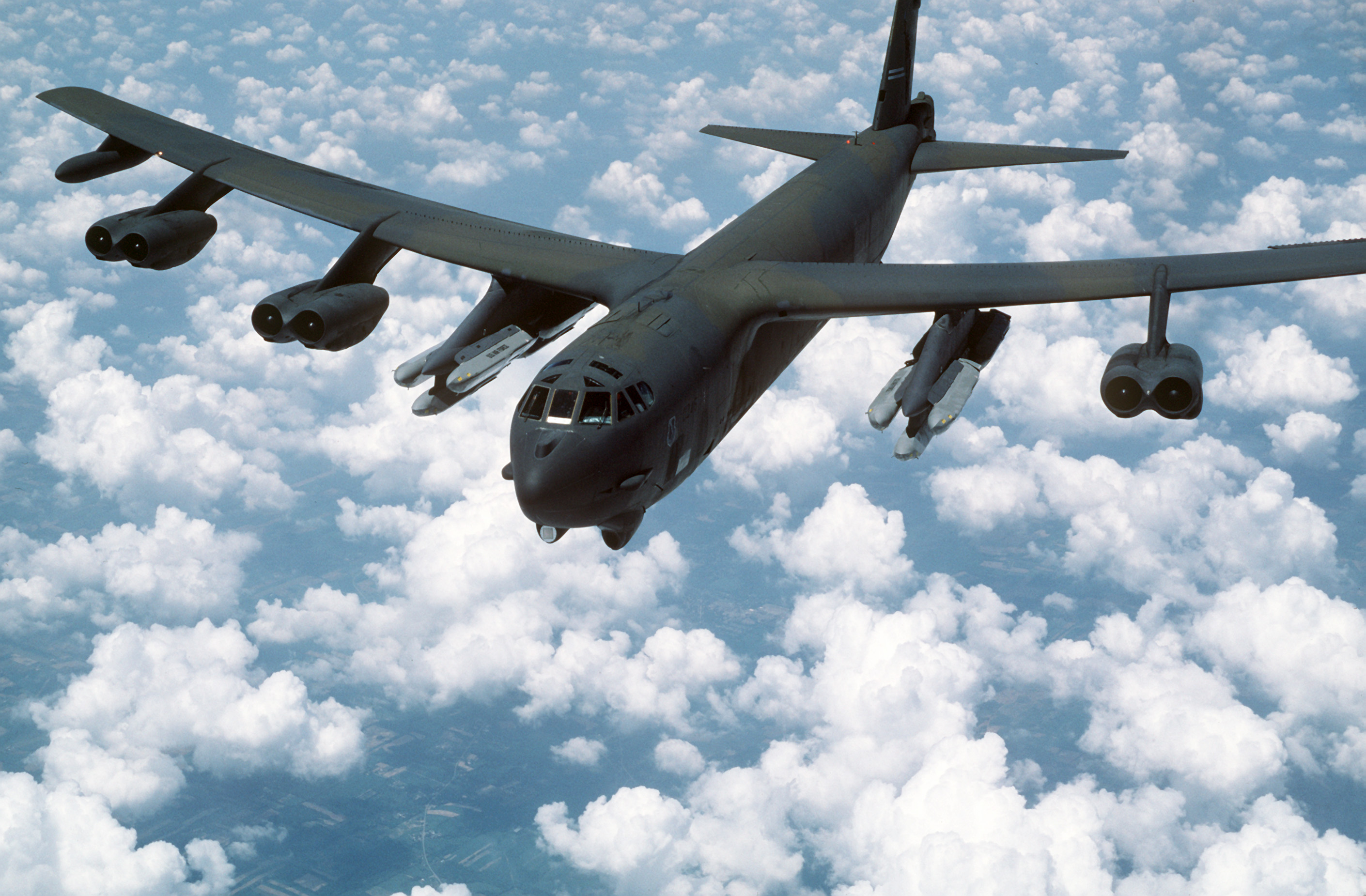
AGM-86B podwieszone pod B-52G Stratofortressem

Pociski AGN-86B zostały wycofane ze stanu uzbrojenia sił powietrznych w 1992 roku część z nich została jednak zmodyfikowana do standardu AGM-86C, a ich głowice jądrowe zamieniono na konwencjonalne głowice odłamkowe. Wyposażono je także w odbiorniki GPS. Według niepotwierdzonych informacji za pomocą wycofanych z użytku AGM-86B testowano także głowice elektromagnetyczne (EMP), a także powłoki absorbujące fale radarowe (RAM). Z informacji pochodzących natomiast z 1994 roku wynika, iż część AGM-86B mogła być zmodyfikowana do postaci pocisków rekonesansu (ALCM-RC), inna zaś do postaci nocisieli wabików radarowych i flar.
W 1996 roku dostarczono pierwsze pociski AGM-86C (CALCM) w ulepszonej wersji Block 1. Modyfikacja ta zawierała ulepszony system GPS oraz ulepszoną głowicę odłamkową. Wprowadzona dwa lata później modyfikacja Block 1A wprowadziła m.in. 8-kanałowy odbiornik GPS o wzmocnionej odporności na stosowane przez przeciwnika zakłócanie oraz ulepszone oprogramowanie nawigacyjne.
W 1996 roku przedstawiono propozycję CALCM Block 2 (AGM-86D), w którym głowica odłamkowa zastąpiona miała zostać przez głowicę penetracyjną służącą do niszczenia celów umieszczonych pod ziemią oraz wzmocnionych. W 1999 roku testowano w tym celu opracowane przez Lockheed Martin amerykańskie głowice WDU-43 (AUP-3M) oraz brytyjskie głowice BROACH o wadze 400 kg – ostatecznie wybór padł na głowicę WDU-43. Według pojawiających się informacji, Block 2 dysponować miał 8-kanałowym odbiornikiem GPS, dzięki czemu nowa wersja pocisku uzyskać miała celność CEP 3 do 5 metrów. Do aktualizacji danych pocisku o celu wykorzystane mogły być również bezzałogowe aparaty latające (UAV). Po doświadczeniach z operacyjnym użyciem CALCM w latach 1998 i 1999, w roku 2000 zaproponowano nowy pocisk o nazwie CALCM-ER, zawierający ulepszone układy elektroniczne, nowy silnik oraz zasięg zwiększony z 2500 do 3000 km. Ta wersja nie weszła jednak do produkcji.
W 2002 roku ogłoszono plany przedłużenia okresu służby pocisków AGM-86 do 2030 roku, w tym niektórych pocisków AGM-86B. W AGM-86C zastosować miano opracowane przez USAF głowice termobaryczne, do użycia przeciwko celom umieszczonym głęboko pod ziemią.

## Opis pocisku
AGM-86B ma dwa skośne skrzydła umieszczone pod sekcją środkową pocisku i ruchome stateczniki poziome aerodynamicznie korygujące jego lot, a także stałe brzechwy ogonowe. Tuż przed znajdującym się z tyłu pocisku sterem kierunku, na górze korpusu pocisku, umieszczono wlot niezbędnego do pracy silnika powietrza. W trakcie przenoszenia pocisku pod kadłubem samolotu lub w jego wnętrzu, wszystkie powierzchnie aerodynamiczne złożone są wzdłuż pocisku.

### AGM-86B

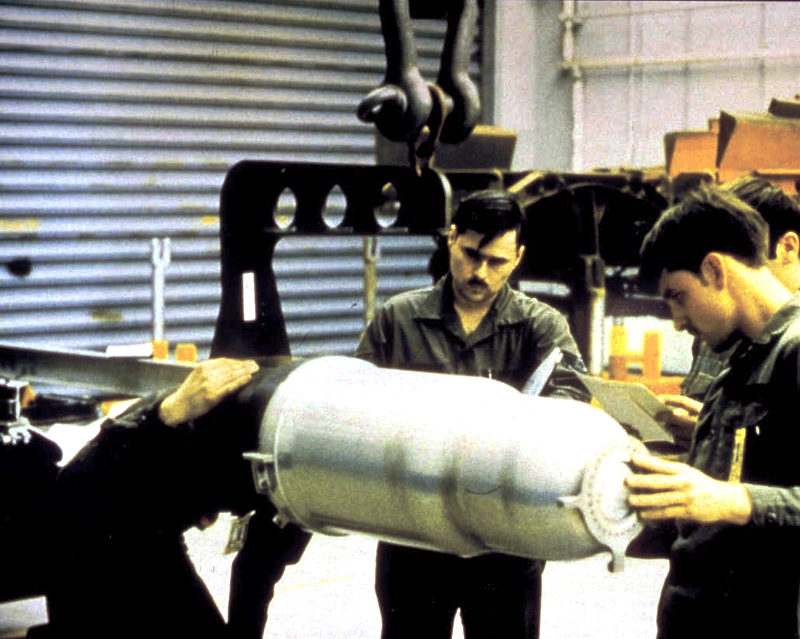
Głowica termonuklearna W80

Pocisk ma 6,32 m długości, średnicę kadłuba 0,69 m, rozpiętość zaś rozłożonych skrzydeł 3,65 m oraz wagę 1458 kg. Napęd AGM-86B stanowi turbowentylatorowy silnik Williams F-107 WR 101 o wadze 66 kg, napędzany paliwem JP-9, który zapewnia mu zasięg 2500 km. Pocisk wyposażony jest w bezwładnościowy układ naprowadzania aktualizowany za pomocą układu tercom porównującego aktualny obraz powierzchni z zapisaną w pamięci układu nawigacyjnego mapą. Profil lotu na małej wysokości kontrolowany jest przez radarowy wysokościomierz. Układ nawigacji i naprowadzania zapewnia pociskowi precyzję ataku z marginesem błędu celności CEP 30 metrów. Nuklearna głowicę stanowi W80-1 o regulowanej mocy od 5 do 200 kT.

### AGM-86C
W wersji AGM-86C system tercom zastąpiony został odbiornikiem GPS. Pocisk w tej wersji ma najprawdopodobniej wymiary identyczne z AGM-86B, wyposażony jest jednak w konwencjonalna głowicę odłamkową o wadze 910 kg, mieszcząca w swym wnętrzu stalowe kule. Całkowita masa startowa pocisku wynosi 1750 kg. Przy maksymalnym zasięgu pocisku wynoszącym 1320 km margines błędu celności CEP wynosi 15 metrów. Modyfikacja Block 1 tego pocisku wprowadziła większa głowicę o wadze 1360 kg, zaś masa startowa 1950 kg. Zasięg AGM-86C Block 1 wynosi 950 km, CEP zaś 5 metrów. W modyfikacji Block 1A zastosowano 8-kanałowy odbiornik GPS ze zwiększona odpornością na stosowane przez przeciwnika aktywne zakłócanie – CEP w tej wersji wynosi 3 metry.

### AGM-86D
Pocisk w wersji AGM-86D o długości 2,4 m, średnicy 0,37 m oraz wadze 5545 kg wyposażony jest w głowicę penetracyjną WDU-43 (BLU-116/B) zawierająca 43 kg materiału wybuchowego. Eksplozja głowicy inicjowana jest przez bezpiecznik FMU-159/B, zapewniający opóźnioną w czasie eksplozję po uderzeniu w twarde podłoże. Maksymalny zasięg tego pocisku wynosi 1320 km.

## Status operacyjny

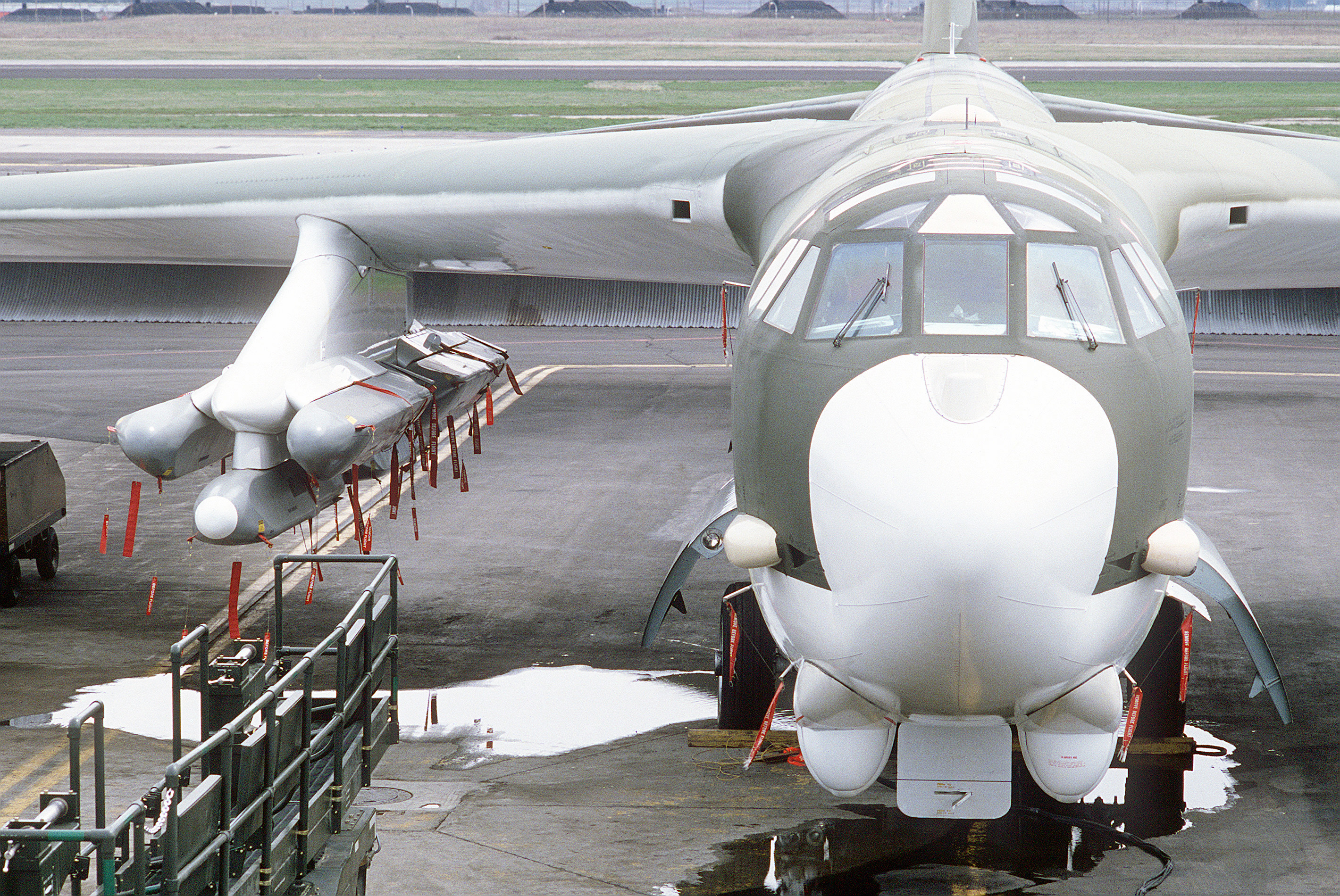
B-52 z podwieszonymi na pylonie AGM-86B

AGM-86B ALCM weszły do służby w USAF w 1982 roku. W latach 1982–1986 wyprodukowano około 1715 pocisków tej wersji. Po wyprodukowaniu 3000 pocisków przeznaczone na ich produkcje środki finansowe zostały podzielone – z przeznaczeniem części z nich na program pocisku AGM-129 ACM. W 1988 roku wprowadzono do służby pocisk CALCM (AGM-86C) z konwencjonalna głowicą odłamkową. 35 tych pocisków zostało użyte bojowo z pokładów samolotów B-52 w trakcie pierwszej wojny w zatoce przeciwko Irakowi. W 1996 roku użyto 16 tych pocisków przeciwko celom w Iraku. Natomiast około 230 pocisków CALCM użyto w Serbii i Kosowie w 1999 roku. W marcu i kwietniu 2003 ponownie użyto 153 pocisków AGM-86C/D przeciwko celom w Iraku.
Pociski AGM-86B/86C przenoszone są przez samoloty B-52 – po sześć pod każdym z dwóch skrzydeł oraz 8 pocisków w obrotowej wyrzutni umieszczonej w luku bombowym. Samoloty B-1B mogą przenosić 8 pocisków wewnątrz kadłuba oraz 14 pod kadłubem. Do dziś (2009) prawdopodobnie 48 samolotów B-52 w wersji H pozostaje w służbie w gotowości do przenoszenia jądrowych ALCM, zaś B-1B zaprzestały ich przenoszenia. Do przenoszenia tych pocisków mogą być skierowane także samoloty B-2 Spirit – z pięcioma pociskami w lukach bombowych.